# Roger Milliot
Ne pas confondre avec le peintre et poète Roger Milliot (en)  (1927 - 1968).
Pour les articles homonymes, voir Milliot.
Roger Milliot, né le 26 juin 1943 à Ruminghem et mort le 28 février 2010 à Marœuil à vélo et dans un accident de la route,, est un coureur cycliste français.

## Palmarès
- 1962
  - 3e du Grand Prix de France
- 1964
  -  Champion de France des sociétés
  - 2e du Tour d'Eure-et-Loir
  - 2e de Paris-Cayeux
- 1965
  - 3e étape du Grand Prix du Midi libre[4]
- 1966
  - 4e étape du Grand Prix du Midi libre[4]
  - Classement général du Tour du Nord
  - 9e de Paris-Nice
- 1970
  - Trois Jours de Marck
  - 3e du Circuit de la Vallée de l'Aa
- 1971
  - Circuit de la Vallée de l'Aa
- 1973
  - Circuit du Pévèle
- 1974
  - Trois Jours de Marck
- 1976
  - 3e du Grand Prix des Flandres françaises
- 1980
  - Circuit du Port de Dunkerque

## Résultats sur les grands tours

### Tour de France
2 participations
- 1966 : hors délais (16e étape[1])
- 1967 : 66e[1]